# SM UC-66
SM UC-66 – niemiecki podwodny stawiacz min z okresu I wojny światowej, jedna z 64 jednostek typu UC II. Zwodowany 15 lipca 1916 roku w stoczni Blohm & Voss w Hamburgu, został przyjęty do służby w Kaiserliche Marine 18 listopada 1916 roku. W czasie służby operacyjnej w składzie Flotylli Flandria okręt odbył pięć patroli bojowych, w rezultacie których zatonęło 30 statków o łącznej pojemności 42 006 BRT i dwa slupy o łącznej wyporności 2500 ton, a sześć statków o łącznej pojemności 27 410 BRT zostało uszkodzonych. SM UC-66 został zatopiony wraz z całą załogą 27 maja 1917 roku na północ od Scilly przez brytyjską łódź latającą Curtiss H-12.

## Projekt i budowa
Dokonania pierwszych niemieckich podwodnych stawiaczy min typu UC I, a także zauważone niedostatki tej konstrukcji, skłoniły dowództwo Cesarskiej Marynarki Wojennej z admirałem von Tirpitzem na czele do działań mających na celu budowę nowego, znacznie większego i doskonalszego typu okrętu podwodnego. Opracowany latem 1915 roku projekt okrętu, oznaczonego później jako typ UC II, tworzony był równolegle z projektem przybrzeżnego torpedowego okrętu podwodnego typu UB II. Głównymi zmianami w stosunku do poprzedniej serii były: instalacja wyrzutni torpedowych i działa pokładowego, zwiększenie mocy i niezawodności siłowni oraz wzrost prędkości i zasięgu jednostki kosztem rezygnacji z możliwości łatwego transportu kolejowego (ze względu na powiększone rozmiary).
SM UC-66 zamówiony został 12 stycznia 1916 roku jako jednostka z III serii okrętów typu UC II (numer projektu 41, nadany przez Inspektorat U-Bootów), w ramach wojennego programu rozbudowy floty . Został zbudowany w stoczni Blohm & Voss w Hamburgu jako jeden z dziewięciu okrętów III serii zamówionych w tej wytwórni. UC-66 otrzymał numer stoczniowy 282 (Werk 282)  . Stępkę okrętu położono w 1916 roku , a zwodowany został 15 lipca 1916 roku. Koszt budowy okrętu wyniósł 2 mln 141 tys. marek.

## Dane taktyczno-techniczne
SM UC-66 był średniej wielkości przybrzeżnym okrętem podwodnym o konstrukcji dwukadłubowej. Długość całkowita wynosiła 50,35 metra, szerokość 5,22 metra i zanurzenie 3,64 metra . Wykonany ze stali kadłub sztywny miał 39,3 metra długości i 3,61 metra szerokości, a wysokość (od stępki do szczytu kiosku) wynosiła 7,46 metra . Wyporność w położeniu nawodnym wynosiła 427 ton, a w zanurzeniu 508 ton. Jednostka miała wysoki, ostry dziób przystosowany do przecinania sieci przeciwpodwodnych; do jej wnętrza prowadziły trzy luki: pierwszy przed kioskiem, drugi w kiosku, a ostatni w części rufowej, prowadzący do maszynowni . Cylindryczny kiosk miał średnicę 1,4 metra i wysokość 1,8 metra, obudowany był opływową osłoną . Okręt napędzany był na powierzchni przez dwa 6-cylindrowe, czterosuwowe silniki wysokoprężne MAN S6V26/36 o łącznej mocy 440 kW (600 KM), a pod wodą poruszał się dzięki dwóm silnikom elektrycznym SSW o łącznej mocy 460 kW (620 KM) . Dwa wały napędowe obracały dwie śruby wykonane z brązu manganowego (o średnicy 1,9 metra i skoku 0,9 metra) . Okręt osiągał prędkość 12 węzłów na powierzchni i 7,4 węzła w zanurzeniu . Zasięg wynosił 10 420 Mm przy prędkości 7 węzłów w położeniu nawodnym oraz 52 Mm przy prędkości 4 węzłów pod wodą . Zbiorniki mieściły 56 ton paliwa , a energia elektryczna magazynowana była w dwóch bateriach akumulatorów 26 MAS po 62 ogniwa, zlokalizowanych pod przednim i tylnym pomieszczeniem mieszkalnym załogi. Okręt miał siedem zewnętrznych zbiorników balastowych . Dopuszczalna głębokość zanurzenia wynosiła 50 metrów , a czas wykonania manewru zanurzenia 40 sekund.
Głównym uzbrojeniem okrętu było 18 min kotwicznych typu UC/200 w sześciu skośnych szybach minowych o średnicy 100 cm, usytuowanych w podwyższonej części dziobowej jeden za drugim w osi symetrii okrętu, pod kątem do tyłu (sposób stawiania – „pod siebie”). Układ ten powodował, że miny trzeba było stawiać na zaplanowanej przed rejsem głębokości, gdyż na morzu nie było do nich dostępu, co znacznie zmniejszało skuteczność okrętów. Uzbrojenie uzupełniały dwie zewnętrzne wyrzutnie torped kalibru 500 mm (umiejscowione powyżej linii wodnej na dziobie, po obu stronach szybów minowych), jedna wewnętrzna wyrzutnia torped kal. 500 mm na rufie (z łącznym zapasem 7 torped), oraz umieszczone przed kioskiem działo pokładowe kal. 88 mm L/30, z zapasem amunicji wynoszącym 130 naboi . Okręt wyposażony był w dwa peryskopy Zeissa: wachtowy i bojowy oraz radiostację z podnoszonym masztem o wysokości 10 metrów. Wyposażenie uzupełniała kotwica grzybkowa o masie 272 kg .
Załoga okrętu składała się z 3 oficerów oraz 23 podoficerów i marynarzy.

## Służba

### 1916 rok
18 listopada 1916 roku SM UC-66 został przyjęty do służby w Cesarskiej Marynarce Wojennej. Dowództwo jednostki objął por. mar. (niem. Oberleutnant zur See) Herbert Pustkuchen, dowodzący wcześniej UC-5 i UB-29 .

### 1917 rok
Z dniem 1 lutego 1917 roku, rozkazem szefa sztabu admiralicji niemieckiej z 12 stycznia tego roku, U-Booty należące do czterech flotylli Hochseeflotte, Flotylli Flandria i Flotylli Pola rozpoczęły nieograniczoną wojnę podwodną. Po okresie szkolenia okręt został 3 lutego przydzielony do Flotylli Flandria . 11 lutego w odległości 8 Mm na południe od latarni morskiej Anvil Point UC-66 zatrzymał i po ewakuacji załogi zatopił zbudowaną w 1872 roku brytyjską drewnianą brygantynę „Ada” o pojemności 187 BRT, przewożącą obornik z Londynu do Landerneau  . Tego dnia na pozycji 50°38′N 0°27′E/50,633333 0,450000 identyczny los spotkał zbudowany w 1869 roku grecki parowiec „Vasilissa Olga” o pojemności 1400 BRT, płynący z ładunkiem węgla z Port Talbot do Dunkierki . Na tych samych wodach U-Boot storpedował też płynący pod balastem z North Shields do Newport nowy, pochodzący z 1917 roku brytyjski parowiec „Woodfield” (4300 BRT). Uszkodzony statek osadzono na brzegu, a w późniejszym czasie został podniesiony i naprawiony (nikt nie zginął) . Nazajutrz UC-66 zatopił dwie brytyjskie jednostki: zbudowany w 1898 roku uzbrojony statek pasażerski „Afric” o pojemności 11 999 BRT, przewożący drobnicę z Liverpoolu do Devonport, storpedowany bez ostrzeżenia w odległości 12 Mm na południowy zachód od latarni morskiej Eddystone (na pozycji 49°59′N 4°18′W/49,983333 -4,300000, zginęło pięć osób)   oraz pochodzący z 1879 roku parowiec „Lucent” (1409 BRT), płynący z Cardiff z towarami rządowymi, zatrzymany i po ewakuacji załogi zatopiony ogniem artyleryjskim w odległości 20 Mm na wschód od Lizard Point (na pozycji 50°20′N 4°43′W/50,333333 -4,716667)  . 15 lutego w Zatoce Biskajskiej okręt zatopił trzy francuskie żaglowe łodzie rybackie: „Alma Jeanne” (33 BRT), „Argos” (26 BRT) i „Desire Louise” (31 BRT) . Dwa dni później na Morzu Celtyckim ofiarami bojowej działalności U-Boota zostały trzy holenderskie parowce: zbudowany w 1910 roku „Driebergen” (1884 BRT), transportujący węgiel z Port Talbot do Huelvy (na pozycji 48°19′N 7°01′W/48,316667 -7,016667, bez strat w ludziach)  oraz pochodzący z 1900 roku „Ootmarsum” (2313 BRT) i zbudowany w 1906 roku „Trompenberg” (1608 BRT), płynące z Penarth do Las Palmas de Gran Canaria (oba na pozycji 48°40′N 6°45′W/48,666667 -6,750000)  . 21 lutego w pobliżu latarni morskiej Eddystone okręt zatopił trzy brytyjskie żaglowe łodzie rybackie: „Energy” (25 BRT), „K.L.M.” (28 BRT) i „Monarch” (35 BRT) . Następnego dnia UC-66 na wodach pomiędzy Start Point a Plymouth uszkodził w ataku torpedowym zbudowany w 1901 roku holenderski parowiec „Ambon” o pojemności 3598 BRT, płynący z Amsterdamu na Jawę (na pozycji 50°14′N 3°33′W/50,233333 -3,550000) .
11 marca nieopodal Newhaven UC-66 stoczył pojedynek artyleryjski ze zbudowanym w 1908 roku brytyjskim statkiem-pułapką HMS „Bayard” (220 BRT), uszkadzając wrogą jednostkę i raniąc dwóch członków załogi (na pozycji 50°40′N 0°08′E/50,666667 0,133333) . Następnego dnia ofiarą działalności U-Boota padło pięć jednostek: zbudowany w 1914 roku norweski parowiec „Einar Jarl” o pojemności 1849 BRT, płynący pod balastem z Londynu do Fowey (w odległości 10 Mm na południowy wschód od Start Point, bez strat w załodze) ; pochodzący z 1890 roku brytyjski parowiec „Glynymel” (1394 BRT), płynący pod balastem z Hawru do Swansea, ostrzelany i po opuszczeniu przez załogę zatopiony za pomocą torpedy na pozycji 50°12′N 1°11′W/50,200000 -1,183333 (śmierć poniósł jeden marynarz)  ; zbudowany w 1890 roku brytyjski parowiec „Memnon” o pojemności 3203 BRT, przewożący drobnicę z Afryki Zachodniej do Kingston upon Hull, storpedowany bez ostrzeżenia na pozycji 50°15′N 2°48′W/50,250000 -2,800000 (na pokładzie zginęło sześciu załogantów)   oraz brytyjskie łodzie rybackie „Forget-Me-Not” (40 BRT) i „Reindeer” (52 BRT) . 13 marca w odległości 10 Mm na południe od latarni morskiej Wolf Rock okręt zatrzymał i zatopił z działa pokładowego po zejściu załogi brytyjską łódź rybacką „Try” (34 BRT) . 17 marca w odległości 33 Mm na południe od Fastnet Rock UC-66 zatopił zbudowany w 1902 roku amerykański parowiec pasażerski „City Of Memphis” o pojemności 5252 BRT, płynący pod balastem z Cardiff do Nowego Jorku (obyło się bez strat w ludziach) . Tego samego dnia na postawioną przez okręt podwodny u południowo-zachodniego wybrzeża Irlandii minę wszedł brytyjski slup HMS „Mignonette” (1250 ton), który zatonął ze stratą 14 członków załogi . Nazajutrz na tych samych wodach jego los podzielił siostrzany slup HMS „Alyssum”, tonąc bez strat w ludziach na pozycji 51°31′N 8°57′W/51,516667 -8,950000 . 19 marca na południe od Mevagissey UC-66 zatopił ogniem artyleryjskim zbudowany w 1911 roku francuski drewniany trzymasztowy szkuner „Armoricain” o pojemności 261 BRT, płynący pod balastem z Le Tréport do Cardiff (na pozycji 49°53′N 4°43′W/49,883333 -4,716667, nikt nie zginął) .
20 marca w odległości 3 Mm na południowy wschód od Start Point UC-66 storpedował bez ostrzeżenia i zatopił zbudowany w 1916 roku brytyjski parowiec „Hazelpark” (1964 BRT), transportujący węgiel z Newcastle upon Tyne do La Rochelle (nikt nie zginął)  . Tego samego dnia w godzinach wieczornych w odległości 6 Mm od Start Point okręt storpedował zbudowany w 1908 roku brytyjski okręt szpitalny HMHS „Asturias” o pojemności 12 002 BRT, płynący z Avonmouth do Southampton. Ciężko uszkodzoną jednostkę udało się wyrzucić na brzeg, lecz w wyniku ataku śmierć poniosło 35 osób (później ją podniesiono) . Atak na HMHS „Asturias” nosił znamiona zbrodni wojennej, gdyż okręt szpitalny był oznakowany i płynął oświetlony. Następnego dnia w odległości 25 Mm na południowy zachód od latarni morskiej Portland Bill U-Boot zatrzymał i po ewakuacji załogi zatopił za pomocą działa brytyjską łódź rybacką „Avance” o pojemności 57 BRT . 22 marca w odległości 10 Mm na południowy zachód od Dungeness okręt zatopił zbudowany w 1907 roku norweski żaglowiec „Efeu” (569 BRT), płynący pod balastem z Falmouth do Porsgrunn (bez strat w załodze) .
17 kwietnia w odległości 18 Mm na południowy wschód od Start Point płynący na powierzchni okręt storpedował zbudowany w 1896 roku brytyjski parowiec „Clan Sutherland” o pojemności 2820 BRT, przewożący ładunek drobnicy z Koczinu do Londynu. Statek został uszkodzony, a na jego pokładzie śmierć poniosło 12 członków załogi . 21 kwietnia okręt postawił na Morzu Irlandzkim trzy zagrody minowe. 22 kwietnia w odległości 15 Mm na północny zachód od Eagle Island (Mayo) UC-66 zatrzymał i po zejściu załogi zatopił za pomocą ładunków wybuchowych zbudowany w 1891 roku brytyjski bark ze stalowym kadłubem „Arethusa” o pojemności 1279 BRT, transportujący sosnę smołową z Gulfport do Firth of Clyde  . Nazajutrz na postawioną przez U-Boota nieopodal Belfastu minę zbudowany w 1907 roku brytyjski uzbrojony trawler HMT „Rose II” (213 BRT), który zatonął na pozycji 54°44′N 5°38′W/54,733333 -5,633333 ze stratą sześciu członków załogi . 26 kwietnia na zachód od Fastnet UC-66 wykonał nieskuteczny atak na duży brytyjski transportowiec „Baltic” o pojemności 23 876 BRT. Nazajutrz u wybrzeży Cork okręt uszkodził w ataku torpedowym zbudowany w 1910 roku brytyjski parowiec „Quantock” o pojemności 4470 BRT, który wypłynął z Saint John z ładunkiem drewna (na pokładzie zginęło dwóch marynarzy), a później stoczył nierozstrzygnięty pojedynek artyleryjski z brytyjskim statkiem-pułapką HMS „Tomarisk” . 28 kwietnia U-Boot znów trafił na brytyjski statek-pułapkę, podszywający się pod chilijski statek „Valvidia”, jednak udało mu się oddalić bez uszkodzeń mimo ostrzału i późniejszego ataku bombami głębinowymi.
1 maja ofiarą wojennej działalności SM UC-66 padły trzy alianckie jednostki: zbudowany w 1904 roku uzbrojony brytyjski parowiec „Bagdale” o pojemności 3045 BRT, płynący na trasie Firth of Clyde – Neapol, storpedowany bez ostrzeżenia i zatopiony na północ od Ouessant (na pozycji 48°41′N 5°08′W/48,683333 -5,133333, a w wyniku ataku śmierć poniosło 23 członków załogi wraz z kapitanem)  ; pochodzący z 1874 roku brytyjski drewniany szkuner „John W. Pearn” (76 BRT), płynący pod balastem z Granville do Plymouth, zatrzymany i po ewakuacji załogi zatopiony za pomocą ładunków wybuchowych w odległości 40 Mm na południowy wschód od Start Point (na pozycji 49°42′N 2°58′W/49,700000 -2,966667)   oraz zbudowany w 1886 roku francuski drewniany trzymasztowy bark „La Manche” o pojemności 335 BRT, płynący pod balastem z Granville do Cardiff, zatrzymany i zatopiony po zejściu załogi nieopodal Guernsey .
22 maja okręt wyszedł z Zeebrugge w rejs bojowy z zadaniem postawienia min w Kanale Bristolskim. 25 maja w odległości 18 Mm na północny wschód od Start Point okręt zatrzymał i zatopił ogniem artyleryjskim zbudowany w 1872 roku brytyjski parowiec „Sjaelland” (1405 BRT), płynący pod balastem z Hawru do Swansea (w wyniku ataku zginął kapitan statku)  .
27 maja 1917 roku na północ od Scilly UC-66 został zbombardowany przez należącą do Royal Naval Air Service łódź latającą Curtiss H-12 nr 8656, pilotowaną przez Williama Andersona . Okręt został zatopiony wraz z całą, liczącą 23 osoby załogą na pozycji 50°15′N 6°20′W/50,250000 -6,333333 . Wrak U-Boota został odnaleziony i zidentyfikowany w 2009 roku .
Większość wcześniejszych opracowań (Hutchinson 2001 ↓, s. 54, Möller i Brack 2004 ↓, s. 62, Gogin 2021 ↓ , Gröner 1985 ↓, s. 61, Gozdawa-Gołębiowski 1994 ↓, s. 564, Gibson i Prendergast 2014 ↓, s. 168 i Perepeczko 2000 ↓, s. 302) podaje, że UC-66 został zatopiony 12 czerwca 1917 roku bombami głębinowymi nieopodal Lizard Point przez brytyjski uzbrojony trawler HMT „Sea King”.

### Podsumowanie działalności bojowej
SM UC-66 odbył pięć rejsów operacyjnych, w wyniku których zatonęło 30 statków o łącznej pojemności 42 006 BRT i dwa slupy o łącznej wyporności 2500 ton, a sześć statków o łącznej pojemności 27 410 BRT zostało uszkodzonych . Na pokładach zatopionych i uszkodzonych jednostek zginęło co najmniej 105 osób, w tym 35 na HMHS „Asturias”  . Pełne zestawienie zadanych przez niego strat przedstawia poniższa tabela :
| Data             | Nazwa             | Państwo           | Tonaż       | Los jednostki |
| ---------------- | ----------------- | ----------------- | ----------- | ------------- |
| 11 lutego 1917   | „Ada”             | Wielka Brytania   | 187         | zatopiony     |
| 11 lutego 1917   | „Vasilissa Olga”  | Królestwo Grecji  | 1400        | zatopiony     |
| 11 lutego 1917   | „Woodfield”       | Wielka Brytania   | 4300        | uszkodzony    |
| 12 lutego 1917   | „Afric”           | Wielka Brytania   | 11 999      | zatopiony     |
| 12 lutego 1917   | „Lucent”          | Wielka Brytania   | 1409        | zatopiony     |
| 15 lutego 1917   | „Alma Jeanne”     | Francja           | 33          | zatopiony     |
| 15 lutego 1917   | „Argos”           | Francja           | 26          | zatopiony     |
| 15 lutego 1917   | „Desire Louise”   | Francja           | 31          | zatopiony     |
| 17 lutego 1917   | „Driebergen”      | Holandia          | 1884        | zatopiony     |
| 17 lutego 1917   | „Ootmarsum”       | Holandia          | 2313        | zatopiony     |
| 17 lutego 1917   | „Trompenberg”     | Holandia          | 1608        | zatopiony     |
| 21 lutego 1917   | „Energy”          | Wielka Brytania   | 25          | zatopiony     |
| 21 lutego 1917   | „K.L.M.”          | Wielka Brytania   | 28          | zatopiony     |
| 21 lutego 1917   | „Monarch”         | Wielka Brytania   | 35          | zatopiony     |
| 22 lutego 1917   | „Ambon”           | Holandia          | 3598        | uszkodzony    |
| 11 marca 1917    | HMS „Bayard”      | Royal Navy        | 220         | uszkodzony    |
| 12 marca 1917    | „Einar Jarl”      | Norwegia          | 1849        | zatopiony     |
| 12 marca 1917    | „Forget-Me-Not”   | Wielka Brytania   | 40          | zatopiony     |
| 12 marca 1917    | „Glynymel”        | Wielka Brytania   | 1394        | zatopiony     |
| 12 marca 1917    | „Memnon”          | Wielka Brytania   | 3203        | zatopiony     |
| 12 marca 1917    | „Reindeer”        | Wielka Brytania   | 52          | zatopiony     |
| 13 marca 1917    | „Try”             | Wielka Brytania   | 34          | zatopiony     |
| 17 marca 1917    | „City of Memphis” | Stany Zjednoczone | 5252        | zatopiony     |
| 17 marca 1917    | HMS „Mignonette”  | Royal Navy        | 1250        | zatopiony     |
| 18 marca 1917    | HMS „Alyssum”     | Royal Navy        | 1250        | zatopiony     |
| 19 marca 1917    | „Armoricain”      | Francja           | 261         | zatopiony     |
| 20 marca 1917    | HMHS „Asturias”   | Royal Navy        | 12 002      | uszkodzony    |
| 20 marca 1917    | „Hazelpark”       | Wielka Brytania   | 1964        | zatopiony     |
| 21 marca 1917    | „Avance”          | Wielka Brytania   | 57          | zatopiony     |
| 22 marca 1917    | „Efeu”            | Norwegia          | 569         | zatopiony     |
| 17 kwietnia 1917 | „Clan Sutherland” | Wielka Brytania   | 2820        | uszkodzony    |
| 22 kwietnia 1917 | „Arethusa”        | Wielka Brytania   | 1279        | zatopiony     |
| 23 kwietnia 1917 | HMT „Rose II”     | Royal Navy        | 213         | zatopiony     |
| 27 kwietnia 1917 | „Quantock”        | Wielka Brytania   | 4470        | uszkodzony    |
| 1 maja 1917      | „Bagdale”         | Wielka Brytania   | 3045        | zatopiony     |
| 1 maja 1917      | „John W. Pearn”   | Wielka Brytania   | 76          | zatopiony     |
| 1 maja 1917      | „La Manche”       | Francja           | 335         | zatopiony     |
| 25 maja 1917     | „Sjaelland”       | Wielka Brytania   | 1405        | zatopiony     |
| RAZEM            | RAZEM             | zatopione:        | zatopione:  | 32            |
| RAZEM            | RAZEM             | uszkodzone:       | uszkodzone: | 6             |